# Museo Explosion!
Explosion! es el museo naval de la potencia de fuego situado en el antiguo Royal Naval Armaments Depot en Priddy's Hard, en Gosport, Hampshire, Inglaterra. Ahora forma parte del Museo Nacional de la Marina Real.
El Museo incluye una amplia variedad de exposiciones que van desde el siglo XVIII hasta la actualidad. Estas varían en tamaño, desde pequeñas armas, misiles y sistemas de lanzamiento de misiles, así como torretas. Los objetos expuestos se extienden a partir de la victoria del cañón de 20 libras RBL Armstrong en la Segunda Guerra Mundial, misiles de postguerra, sistemas de misiles Exocet y un lanzador de misiles Sea Dart. Las armas modernas también están representados por el sistema de misiles Sea Wolf y  el Cañón Mark 8 de 4,5"
Las armas cubren todos los aspectos de la guerra naval desde los sistemas superficie-superficie, aire-superficie, superficie-aire y sistemas subterráneos, incluyendo minas y torpedos.
El museo dispone de una cafetería, que recrea la cantina del siglo XVIII